# Mueang Satun
Mueang Satun (em tailandês: อำเภอเมืองสตูล) é um distrito da província de Satun, no sul da Tailândia. É um dos 7 distritos que compõem a província. Sua população, de acordo com dados de 2012, era de 106 363 habitantes, e sua área territorial é de 880,2 km².